# Saison 2019 de l'équipe cycliste AG2R La Mondiale
La saison 2019 de l'équipe cycliste AG2R La Mondiale est la vingt-huitième de cette équipe, lancée en 1992 et dont le directeur général est Vincent Lavenu.

## Préparation de la saison 2019

### Sponsors et financement de l'équipe
L'équipe AG2R La Mondiale est une structure dépendant de la société France Cyclisme dirigée par Vincent Lavenu depuis sa création en 1992. Le principal sponsor de l'équipe, l'assureur AG2R La Mondiale, présent dans la structure depuis 1999, est engagé jusqu'en fin d'année 2020. Le budget de l'équipe est en légère baisse, passant de 17 à 16,5 millions d'euros.
AG2R La Mondiale s'est engagé avec la marque Eddy Merckx, qui devient son fournisseur de cycles pour deux ans. Les coureurs de l'équipe étrennent un nouveau modèle de cette marque, baptisé 525,.

### Arrivées et départs
L'effectif d'AG2R La Mondiale subit relativement peu de changements durant l'intersaison. Quatre coureurs quittent l'équipe : Jan Bakelants rejoint Sunweb, Rudy Barbier est recruté par Israel Cycling Academy, Cyril Gautier par Vital Concept-B&B Hotels et Matteo Montaguti par Androni Giocattoli-Sidermec. Avec le départ de ce dernier, AG2R La Mondiale se trouve sans coureur italien pour la première fois depuis 2006.
Trois coureurs sont recrutés. Le Français Dorian Godon, 22 ans, en provenance de Cofidis, s'est engagé pour deux ans et fait ainsi ses débuts au niveau World Tour. Le Français Geoffrey Bouchard est également recruté pour deux ans. Il devient professionnel à 26 ans. Issu du CR4C Roanne, il est notamment champion de France amateur et vainqueur du Tour Alsace en 2018, et a terminé la saison en tant que stagiaire d'AG2R La Mondiale,. L'Américain Larry Warbasse est engagé pour un an. Son recrutement intervient après une randonnée itinérante remarquée sur les réseaux sociaux et entreprise avec son ancien coéquipier Connor Dunne en réaction à l'annonce de la dissolution de leur équipe, Aqua Blue Sport, en septembre 2018. Enfin, le Finlandais Jaakko Hänninen, médaillé de bronze du championnat du monde espoirs et que le manager Vincent Lavenu voit comme un « futur grand coureur », viendra compléter l'effectif en août 2019,.
| Arrivées                    | Équipe 2018                     |
| --------------------------- | ------------------------------- |
| Geoffrey Bouchard           | CR4C Roanne                     |
| Dorian Godon                | Cofidis                         |
| Jaakko Hänninen (août 2019) | Probikeshop Saint-Étienne Loire |
| Larry Warbasse              | Aqua Blue Sport                 |

| Départs          | Équipe 2018                 |
| ---------------- | --------------------------- |
| Jan Bakelants    | Sunweb                      |
| Rudy Barbier     | Israel Cycling Academy      |
| Cyril Gautier    | Vital Concept-B&B Hotels    |
| Matteo Montaguti | Androni Giocattoli-Sidermec |

### Objectifs
Le Tour de France reste l'objectif principal du leader de l'équipe Romain Bardet. Son début de saison doit notamment passer par Paris-Nice. Alexis Vuillermoz est désigné leader d'AG2R La Mondiale pour le Tour d'Italie. L'équipe affiche des ambitions sur les classiques après les résultats obtenus en 2018. Romain Bardet, Olivier Naesen et Silvan Dillier sont notamment attendus sur ce terrain.

## Coureurs et encadrement technique

### Effectif
| Cycliste               | Date de naissance | Nationalité | Équipe 2018                     |  |
| ---------------------- | ----------------- | ----------- | ------------------------------- |  |
| Gediminas Bagdonas     | 26 décembre 1985  | Lituanie    | AG2R La Mondiale                |  |
| Romain Bardet          | 9 novembre 1990   | France      | AG2R La Mondiale                |  |
| François Bidard        | 19 mars 1992      | France      | AG2R La Mondiale                |  |
| Geoffrey Bouchard      | 1er avril 1992    | France      | CR4C Roanne                     |  |
| Mikael Cherel          | 17 mars 1986      | France      | AG2R La Mondiale                |  |
| Clément Chevrier       | 29 juin 1992      | France      | AG2R La Mondiale                |  |
| Benoit Cosnefroy       | 17 octobre 1995   | France      | AG2R La Mondiale                |  |
| Nico Denz              | 15 février 1994   | Allemagne   | AG2R La Mondiale                |  |
| Silvan Dillier         | 3 août 1990       | Suisse      | AG2R La Mondiale                |  |
| Axel Domont            | 7 août 1990       | France      | AG2R La Mondiale                |  |
| Samuel Dumoulin        | 20 août 1980      | France      | AG2R La Mondiale                |  |
| Hubert Dupont          | 13 novembre 1980  | France      | AG2R La Mondiale                |  |
| Julien Duval           | 27 mai 1990       | France      | AG2R La Mondiale                |  |
| Mathias Frank          | 9 décembre 1986   | Suisse      | AG2R La Mondiale                |  |
| Tony Gallopin          | 24 mai 1988       | France      | AG2R La Mondiale                |  |
| Ben Gastauer           | 14 novembre 1987  | Luxembourg  | AG2R La Mondiale                |  |
| Alexandre Geniez       | 16 avril 1988     | France      | AG2R La Mondiale                |  |
| Dorian Godon           | 25 mai 1996       | France      | Cofidis                         |  |
| Alexis Gougeard        | 5 mars 1993       | France      | AG2R La Mondiale                |  |
| Jaakko Hänninen        | 16 avril 1997     | Finlande    | Probikeshop Saint-Etienne Loire |  |
| Quentin Jauregui       | 22 avril 1994     | France      | AG2R La Mondiale                |  |
| Pierre Latour          | 12 octobre 1993   | France      | AG2R La Mondiale                |  |
| Oliver Naesen          | 16 septembre 1990 | Belgique    | AG2R La Mondiale                |  |
| Aurélien Paret-Peintre | 27 février 1996   | France      | AG2R La Mondiale                |  |
| Nans Peters            | 12 mars 1994      | France      | AG2R La Mondiale                |  |
| Stijn Vandenbergh      | 25 avril 1984     | Belgique    | AG2R La Mondiale                |  |
| Clément Venturini      | 16 octobre 1993   | France      | AG2R La Mondiale                |  |
| Alexis Vuillermoz      | 1er juin 1988     | France      | AG2R La Mondiale                |  |
| Larry Warbasse         | 28 juin 1990      | États-Unis  | Aqua Blue Sport                 |  |
| Stagiaire              | Date de naissance | Nationalité | Équipe 2019                     |  |
| Clément Champoussin    | 29 mai 1998       | France      | Chambéry CF                     |  |
| Matteo Jorgenson       | 1er juillet 1999  | États-Unis  | Chambéry CF                     |  |
| Anthony Jullien        | 5 mars 1998       | France      | Chambéry CF                     |  |

### Encadrement
AG2R La Mondiale a pour dirigeant historique Vincent Lavenu. Celui-ci, coureur professionnel de 1983 à 1991, est à la tête de la formation française depuis 1992 et la création de l'équipe qui portait alors le nom du sponsor Chazal, devenue à partir de 1996 Casino avant l'arrivée d'AG2R Prévoyance comme sponsor secondaire en 1999 puis principal à partir de 2000,. En novembre 2015, la direction de l'équipe voit arriver à sa tête Philippe Chevallier. Chevallier, coureur professionnel de 1982 à 1991, a travaillé entre 1995 et 2000 pour Amaury Sport Organisation avant de rejoindre ensuite l'Union cycliste internationale où il est notamment directeur du département sport et technique entre 2009 et mars 2015,. Cette réorganisation amène Lavenu à devenir directeur général de l'équipe et Chevallier directeur général délégué ou manager général. Chevallier explique être un adjoint de Lavenu bénéficiant d'« un pouvoir décisionnel », Lavenu se concentrant sur le secteur économique, Chevallier sur celui des ressources humaines.
Les directeurs sportifs de l'équipe sont, comme en 2018, Laurent Biondi, Gilles Mas, Artūras Kasputis, Julien Jurdie, Didier Jannel, Stéphane Goubert et Cyril Dessel.

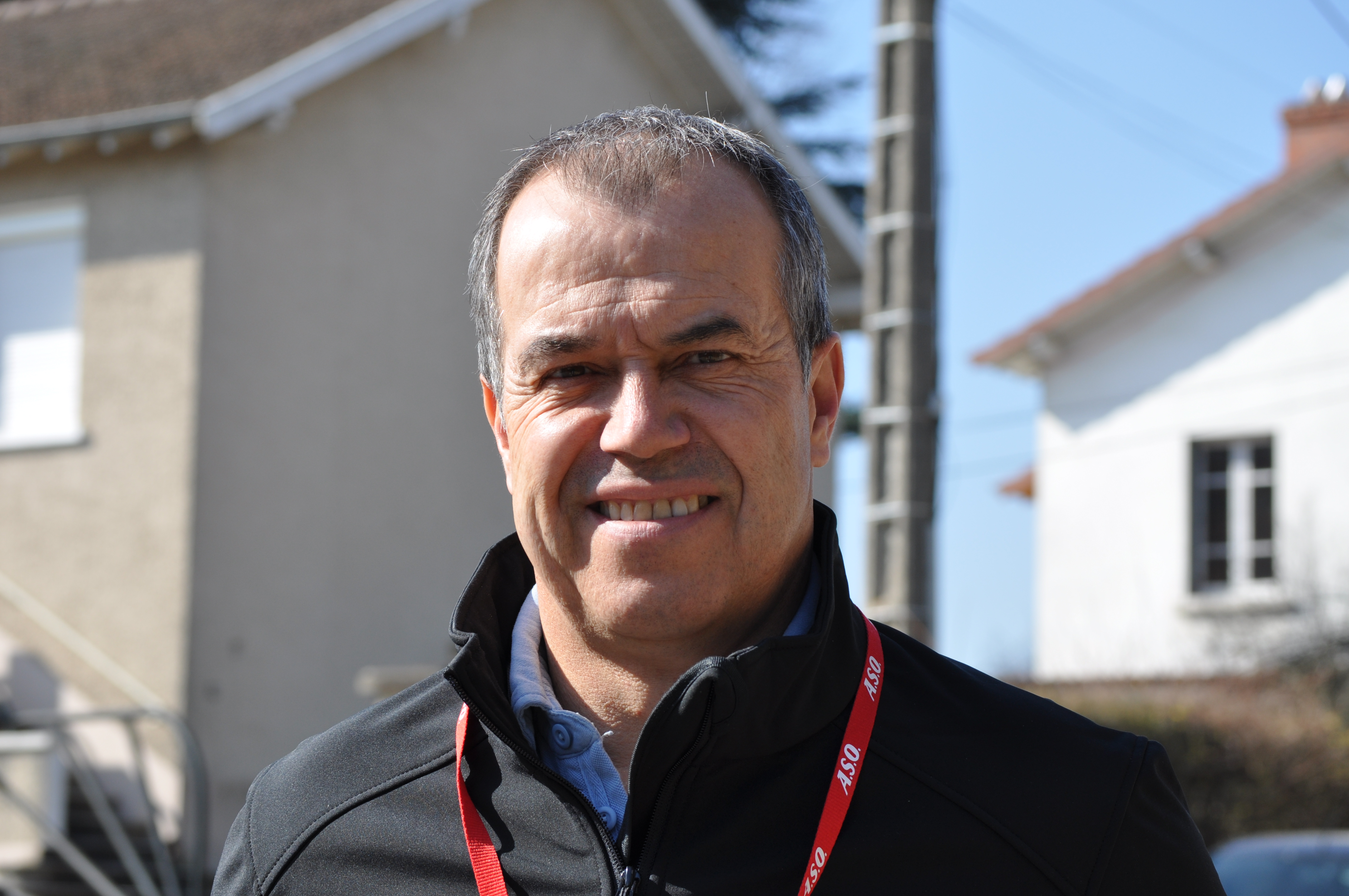
Vincent Lavenu.
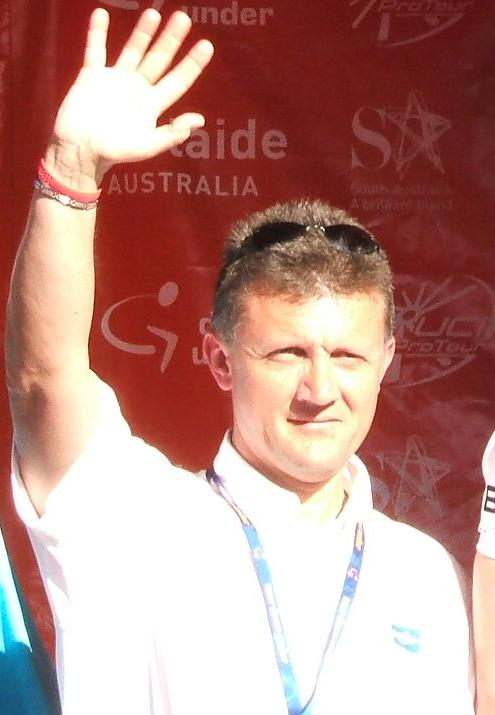
Laurent Biondi.
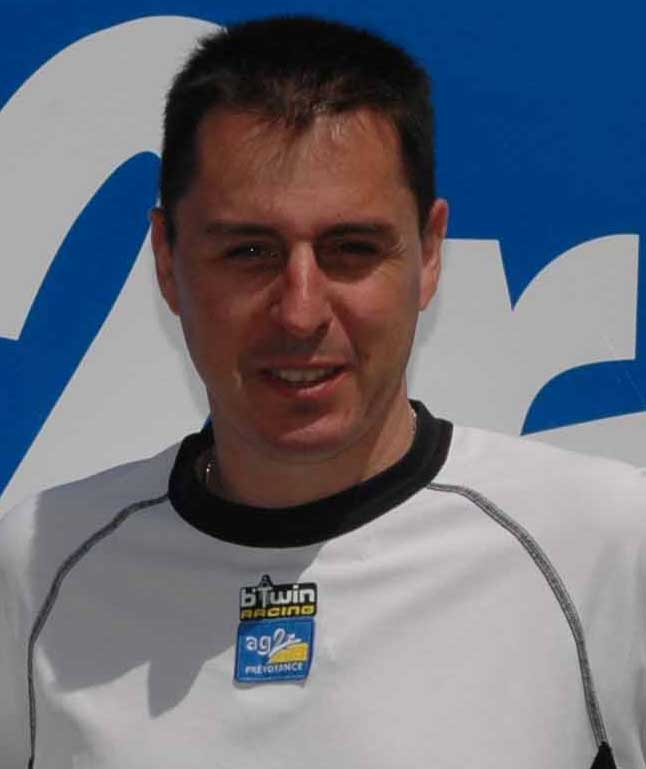
Gilles Mas.
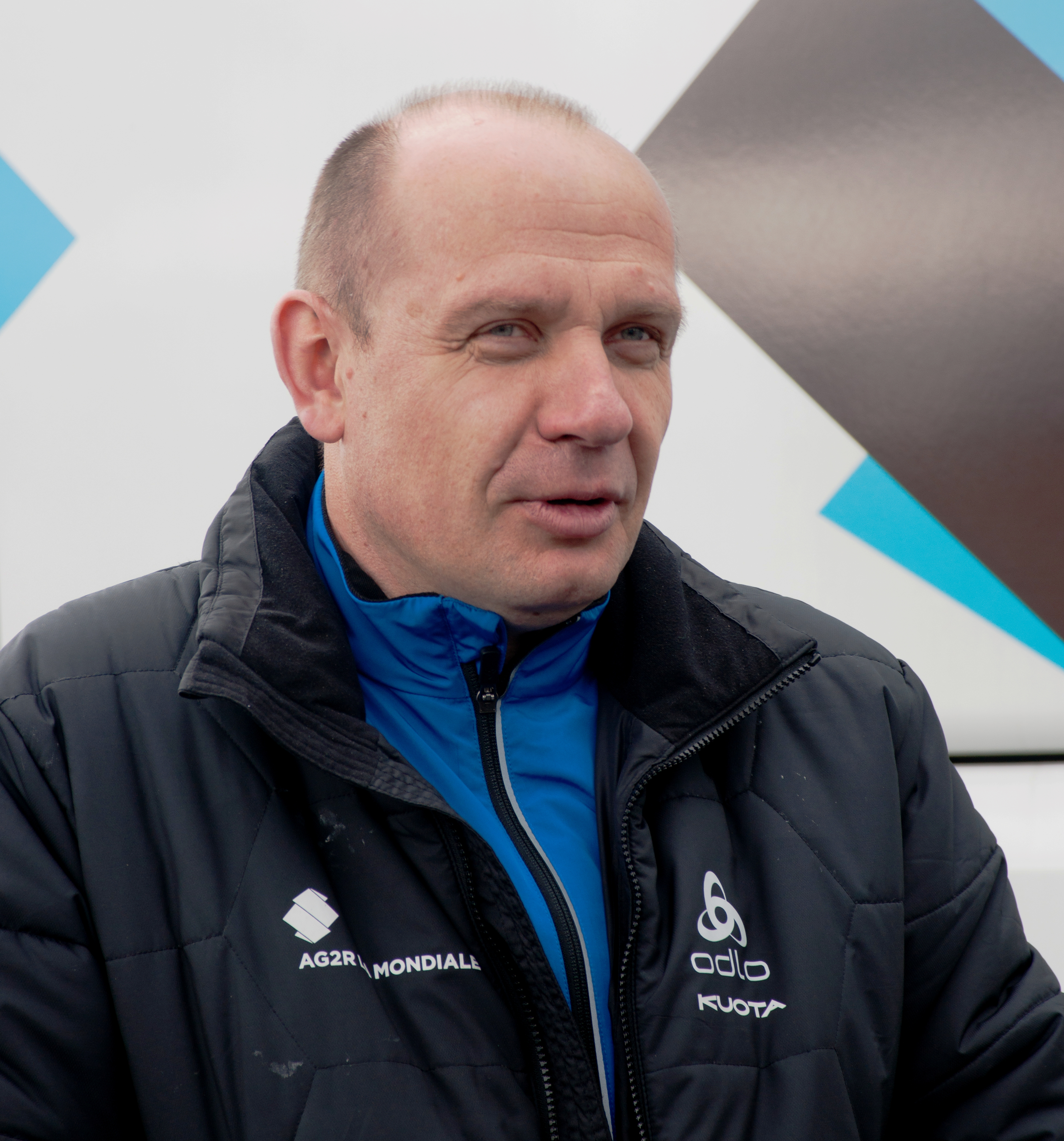
Artūras Kasputis.
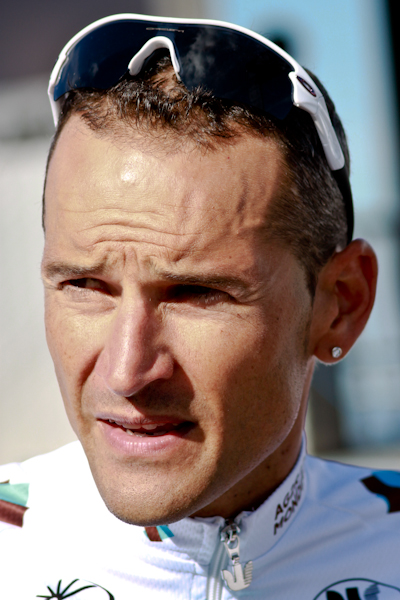
Cyril Dessel.
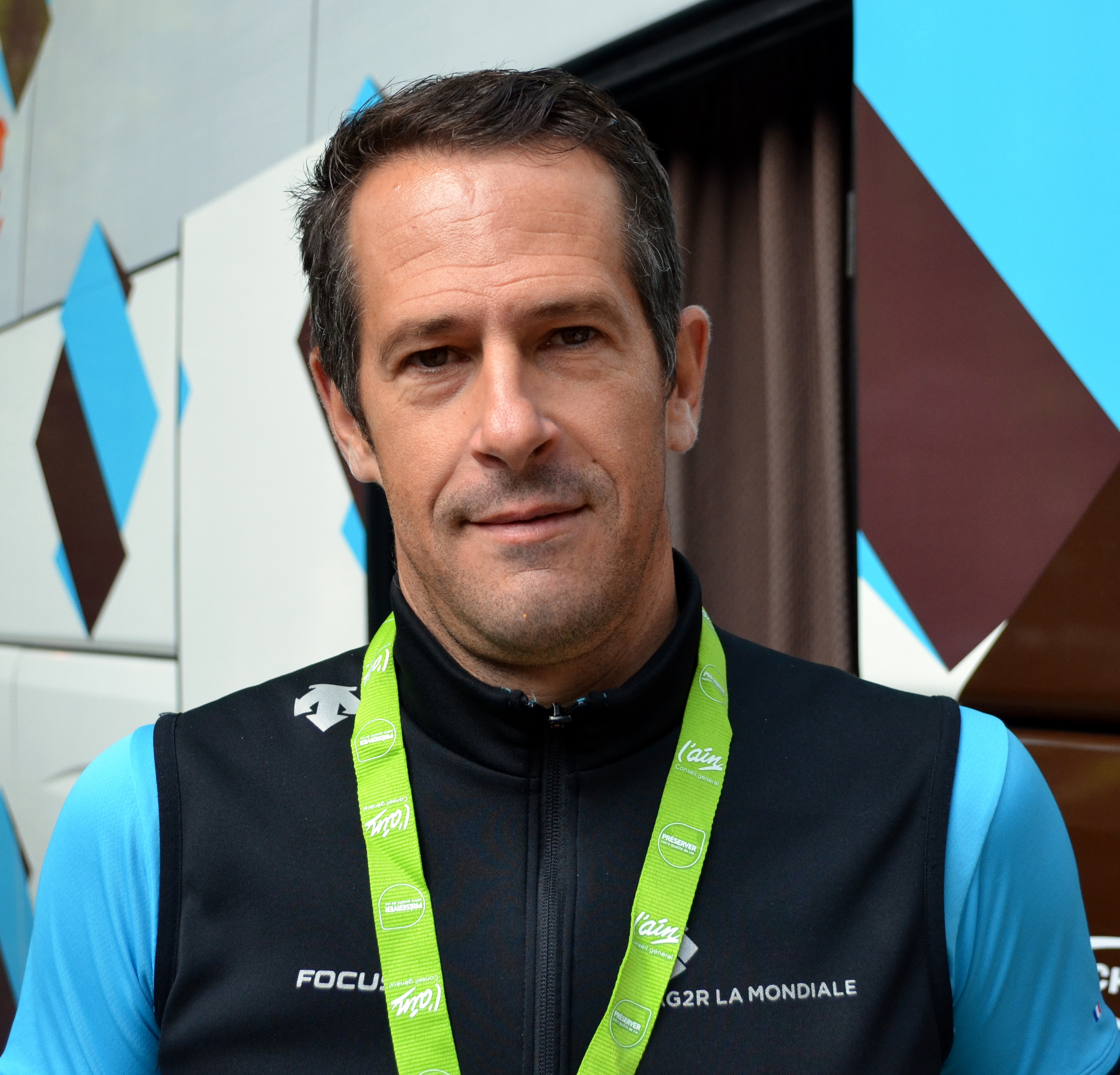
Julien Jurdie.
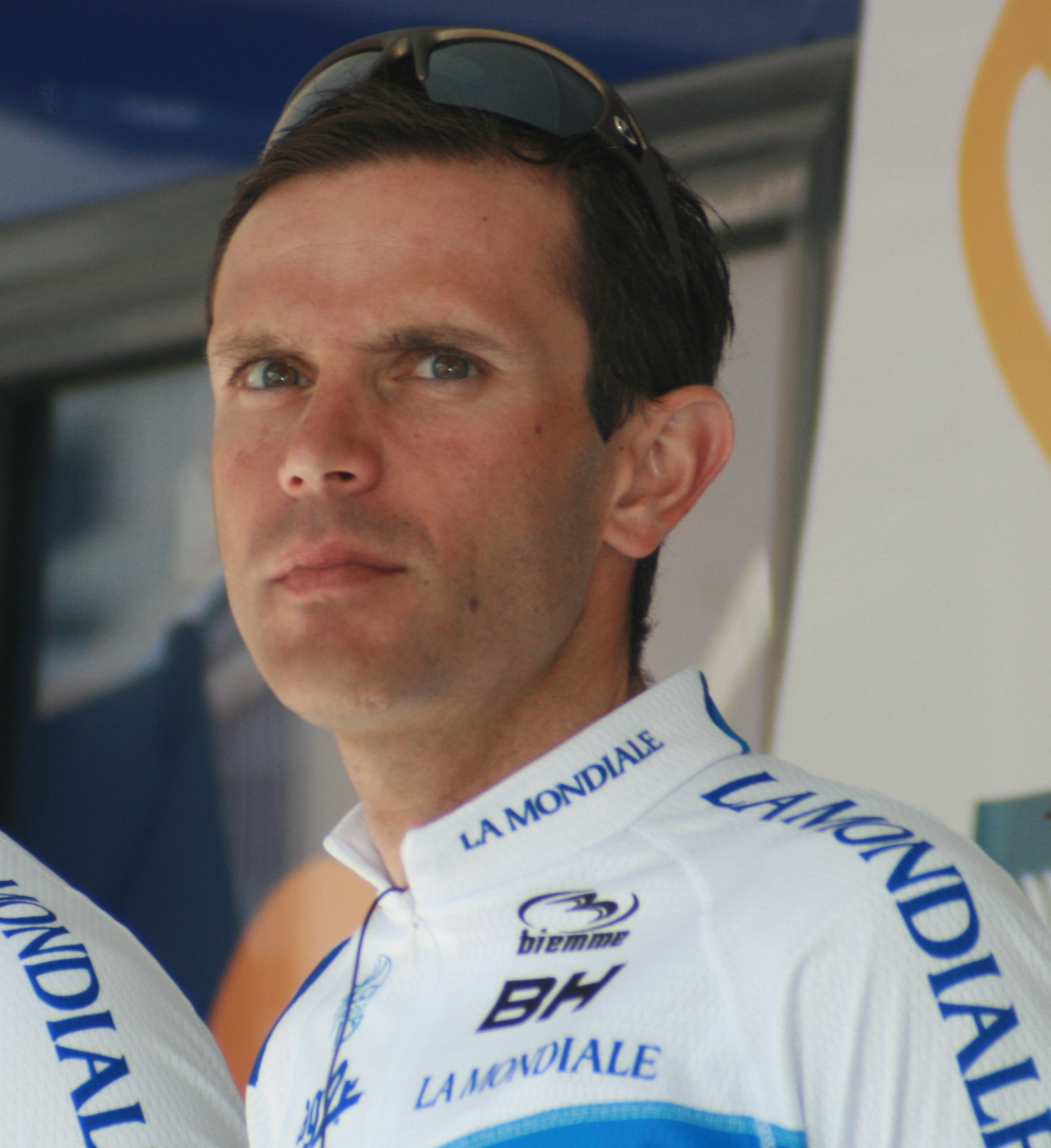
Stéphane Goubert.

## Bilan de la saison

### Victoires

#### En cyclo-cross
| Date       | Course                                          | Pays   | Classe | Vainqueur         |
| ---------- | ----------------------------------------------- | ------ | ------ | ----------------- |
| 09/01/2019 | Championnat de France de cyclo-cross            | France | CN     | Clément Venturini |
| 19/12/2019 | Cyclo-cross des Crouchaux, Coulounieix-Chamiers | France | C2     | Clément Venturini |

#### Sur route
| Date       | Course                                                    | Pays     | Classe | Vainqueur          |
| ---------- | --------------------------------------------------------- | -------- | ------ | ------------------ |
| 03/03/2019 | Drôme Classic                                             | France   | 1.1    | Alexis Vuillermoz  |
| 11/04/2019 | 3e étape du Circuit de la Sarthe                          | France   | 2.1    | Alexis Gougeard    |
| 12/04/2019 | Classement général du Circuit de la Sarthe                | France   | 2.1    | Alexis Gougeard    |
| 16/04/2019 | Paris-Camembert                                           | France   | 1.1    | Benoît Cosnefroy   |
| 25/05/2019 | 2e étape du Tour de l'Ain                                 | France   | 2.1    | Alexandre Geniez   |
| 29/05/2019 | 17e étape du Tour d'Italie                                | Italie   | 2.UWT  | Nans Peters        |
| 01/06/2019 | Grand Prix de Plumelec-Morbihan                           | France   | 1.1    | Benoît Cosnefroy   |
| 02/06/2019 | Boucles de l'Aulne                                        | France   | 1.1    | Alexis Gougeard    |
| 06/06/2019 | Prologue des Boucles de la Mayenne                        | France   | 2.1    | Dorian Godon       |
| 28/06/2019 | Championnat de Lituanie contre-la-montre                  | Lituanie | CN     | Gediminas Bagdonas |
| 18/08/2019 | 7e étape du BinckBank Tour                                | Belgique | 2.UWT  | Oliver Naesen      |
| 18/08/2019 | Polynormande                                              | France   | 1.1    | Benoît Cosnefroy   |
| 23/08/2019 | 3e étape du Tour du Limousin-Nouvelle Aquitaine           | France   | 2.1    | Benoît Cosnefroy   |
| 24/08/2019 | Classement général du Tour du Limousin-Nouvelle Aquitaine | France   | 2.1    | Benoît Cosnefroy   |

### Résultats sur les courses majeures
Les tableaux suivants représentent les résultats de l'équipe dans les principales courses du calendrier international (les cinq classiques majeures et les trois grands tours). Pour chaque épreuve est indiqué le meilleur coureur de l'équipe, son classement ainsi que les accessits glanés par AG2R La Mondiale sur les courses de trois semaines.

#### Classiques
| Classique            | Milan-San Remo     | Tour des Flandres  | Paris-Roubaix       | Liège-Bastogne-Liège | Tour de Lombardie  |
| -------------------- | ------------------ | ------------------ | ------------------- | -------------------- | ------------------ |
| Coureur (classement) | Oliver Naesen (2e) | Oliver Naesen (7e) | Oliver Naesen (13e) | Romain Bardet (21e)  | Pierre Latour (9e) |

#### Grands tours
| Grand tour           | Tour d'Italie                    | Tour de France                            | Tour d'Espagne                                |
| -------------------- | -------------------------------- | ----------------------------------------- | --------------------------------------------- |
| Coureur (classement) | Alexis Vuillermoz (29e)          | Romain Bardet (15e)                       | François Bidard (24e)                         |
| Accessits            | 1 victoire d'étape (Nans Peters) | Grand Prix de la montagne (Romain Bardet) | Grand Prix de la montagne (Geoffrey Bouchard) |